# دوريس ميلر
دوريس ميلر (بالإنجليزية: Doris Miller)‏ هو طباخ أمريكي، ولد في 12 أكتوبر 1919 في واكو في الولايات المتحدة، وتوفي في 24 نوفمبر 1943 في جزر غيلبرت في كيريباتي.

## وصلات خارجية
- دوريس ميلر على موقع الموسوعة البريطانية (الإنجليزية)